# Westollia
Westollia è un genere estinto di pesci attinotterigi appartenenti agli Aeduelliformes. i cui fossili sono stati ritrovati in terreni risalenti al Permiano inferiore in Germania.

## Classificazione
La specie tipo e unica attribuita a questo genere, Westollia crassa, venne inizialmente descritta da Pohlig nel 1892 come Lepidopterus crassus. Tuttavia, poiché il nome del genere era già utilizzato per un altro taxon, fu successivamente istituito il nuovo nome Westollia in onore del paleontologo Thomas Stanley Westoll.
Lo studio più completo sulla morfologia e sulle affinità di Westollia crassa è stato pubblicato da Štamberg nel 2024, che ha designato come neotipo l'esemplare completo NHMS-GP1341.

## Caratteristiche anatomiche
Westollia crassa presenta una combinazione di caratteri che confermano la sua appartenenza alla famiglia Aeduellidae, come la morfologia del tronco con grandi scaglie, la disposizione delle ossa nella regione circumorbitale, la forma della mascella, un parietale molto largo e un postparietale ridotto, la configurazione della parte postorbitale del cranio e la forma distintiva delle ossa dell'apparato opercolare. Particolarmente caratteristica è la forma del gulare mediano, unica tra gli Aeduellidae. Queste caratteristiche differenziano Westollia crassa dalle altre specie della stessa famiglia.

## Distribuzione e contesto geologico
I resti fossili di Westollia crassa sono stati ritrovati esclusivamente in Turingia, nella località di Friedrichroda, presso la cava di Gottlob. I fossili provengono dai sedimenti della Formazione di Goldlauter, datati all'Asseliano, il primo stadio del Permiano inferiore (Cisuraliano).